# سعدون عبود
سادون عبود (مواليد 2 يوليو 1967) هو ملاكم عراقي، مثّل بلاده في الألعاب الأولمبية الصيفية 1988.

## روابط خارجية
سعدون عبود على موقع أوليمبيديا (الإنجليزية)